# Cátia Halar
Cátia Halar (sinh ngày 28 tháng 11 năm 1982) là một nữ cầu thủ bóng rổ chuyên nghiệp người Mozambique.